# 深圳地铁7号线
深圳地铁7号线，曾称西丽线，连接布心、田贝、笋岗、华强北、福田南、车公庙、龙珠、西丽等片区，是联系特区内主要居住区与就业区的局域线，代表色是藍色。线路东西向横穿深圳市区，线路布局呈“V”形，为深圳市轨道交通线网中的局域线。线路全长32.393公里，设站30座（其中福邻站需暫緩開通）、13座换乘站。全线共设安托山停车场、深云车辆段各一座。全线于2012年10月23日全面开工，总投资近200亿元。于2016年10月28日开通试运营。2024年12月28日7號線二期开通运营
7號線及2號線是深圳地鐵網絡中全線在地底行走暨全線位於原深圳經濟特區一線關範圍內的地鐵線路，但尚未对公众开放的文體公園站為地面車站，因此該站对公众开放後本線將會有部分路段為地面路段。

## 线路数据
- 全长：32.393公里[參⁠ 1]
- 车站数：31（開通數目為29個）[參⁠ 6]
- 最大站间距：2035m；最小站间距：580m[參⁠ 6]
- 地下区间：深大丽湖 ~太安（主线）
- 地面区间： 深云 ~ 文体公园/安托山（支线）
- 列车：6节A型车
- 最高速度：80公里/小时
- 供电：直流1500 V接触网。
- 车辆段：深云车辆段、安托山停车场
- 远期高峰小时单向最大断面客流量：4.11万人次/h[參⁠ 7]
- 投资：241亿元人民币[參⁠ 8]

## 特点

### 施工难度大

#### 洪湖站
洪湖站位于深圳市文锦北立交田贝四路北侧，车站呈东西向布置，为地下三层侧式叠线车站设计，西靠洪湖公园，东南两侧均为高层建筑，有地下室，采用桩基础，距车站围护结构最近处仅有14.8米。车站中部下穿文锦北立交匝道高架桥、南侧紧邻田贝四路高架桥梁，围护结构距离桥墩承台的最小距离仅为0.95米，施工难度极大施工方需要在文锦北路上跨车站部分架设钢便桥以便施工，同时还要多次交通疏解倒边为施工提供场地。
洪湖站—笋岗站盾构区间原定于由笋岗站始发,洪湖站接收,由于笋岗站周边管线迁移任务未能按时完成，为了不延误工期，区间改由洪湖站始发，笋岗站接收。区间全长1053米，自东向西依次穿越洪湖公园、布吉河、广深铁路26股轨道、彩虹桥桩基，地质条件极为复杂。其中硬岩段长达595.2米，其他多为强、中、微风化混合岩地段，上软下硬，地下水丰富，地表沉降不均匀，施工难度极大，为7号线风险级别最高的区间工程。在下穿洪湖公园时，为保证隧道上方没有湖水，需在洪湖枯水期时通过，而且还要对湖底砂层进行地面加固、围堰、排水，以确保安全。区间左线隧道于2014年12月25日贯通，右线隧道于2015年1月贯通。

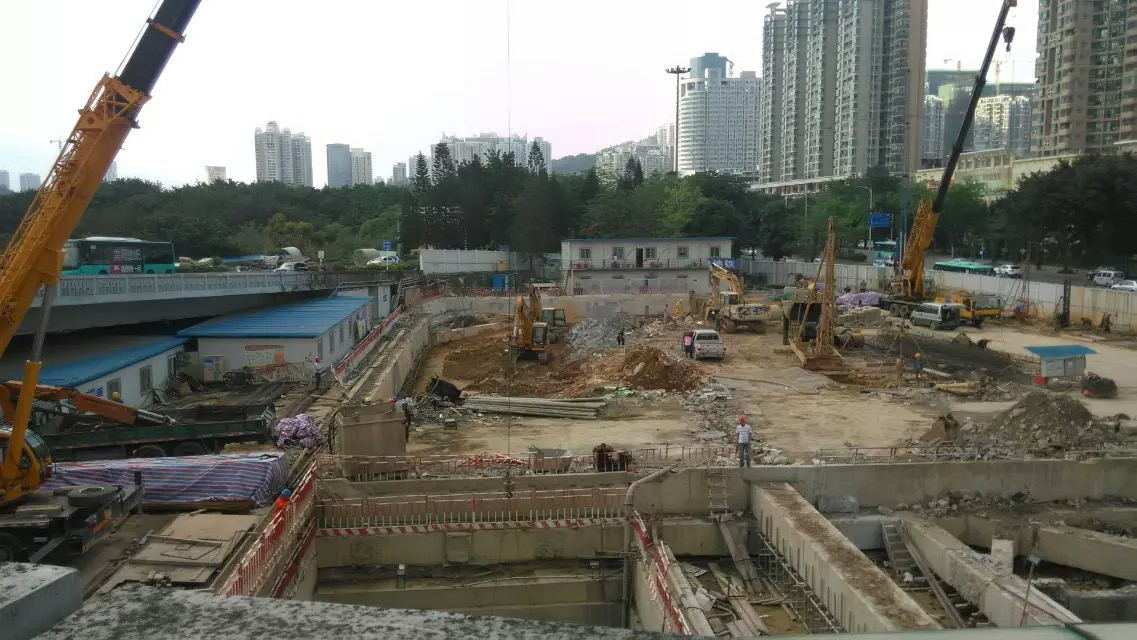
洪湖站主体
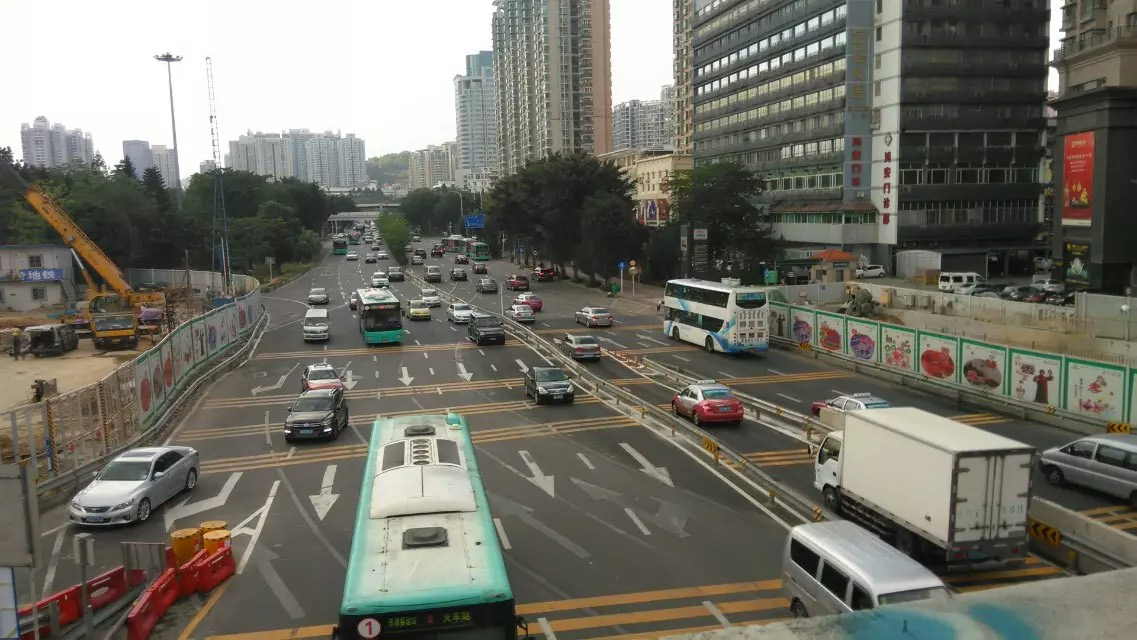
洪湖站文锦北路上跨部分
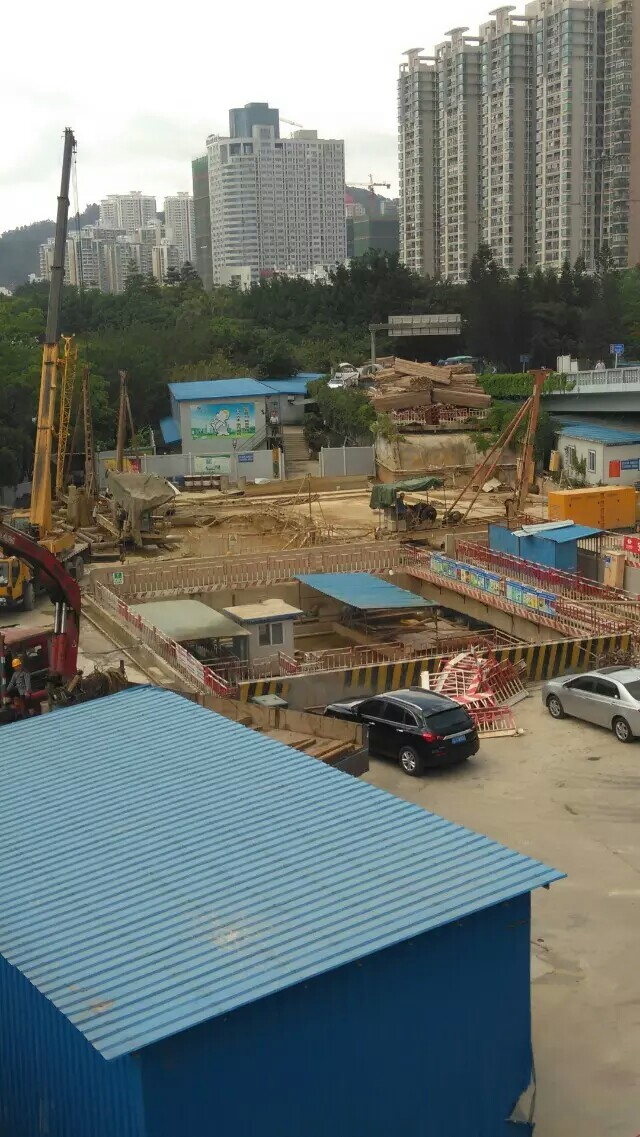
洪-笋区间盾构井

#### 石厦换乘节点
7号线与3号线在石厦站採取“T”字换乘（與福田站相若），在3号线施工期间，因各方原因，石厦站未完成负三层换乘节点的施工，现3号线已通车运营，在运营的轨行区正下方施工负三层换乘节点，可能会因开挖土体失水、立柱桩基础承载力不足、地连墙侧向承载力不足等原因而引起3号线结构失稳，从而导致运营重大安全事故。对此施工方采用分布暗挖法施工地下三层换乘节点，开挖施工过程中3号线结构变形警戒值为2毫米，轨道变形容许偏差为±4毫米，因此保证上部的3号线结构沉降满足运营要求，是换乘节点工程关键点。施工过程中需先处理南侧未施做地连墙形成封闭止水后，然后暗挖负二层板下两个边洞、施做板下梁及钢斜撑，以减小柱的荷载，接着暗挖中导洞形成中部底板受力体系，以进一步减小柱的荷载，再分层分段先暗挖节点内两侧土方，施作侧墙及部分底板，最后开挖节点内中部土方，完成剩余结构施工。

### 铺轨
7号线的轨道测量引进了德国进口的全站仪和轨检仪，采用国内最先进的“高铁CPIII”测量技术，与手工测量技术相比，“高铁CPIII”测量技术更能保证轨道平顺性，当列车行驶在人流量、房屋密度比较大的区域时，能够“减震减噪”，市民乘坐也将更舒适。“高铁CPIII”测量技术的另一个优势是增加轨道测量点的密度，这将大大减小轨道误差（弯度差和高度差）。

### 艺术墙
深圳地铁三期工程将首次采用艺术墙，包括固定艺术展示墙展示、流动艺术墙展示，以及三条地铁线站名和艺术设计。这三大块内容共同构成一个新概念的地铁“美术馆”，是把当代城市公共空间的地铁站转化为艺术空间，并把艺术话语权交予公众的大胆探索。线路落成后，观众可以搭乘地铁游览地铁“美术馆”的固定和流动艺术展。

## 建設
- 2012年10月23日，7號線動工建設[參⁠ 16]。
- 2015年6月25日16点10分左右，深圳地铁7号线7304-1标福皇盾构机施工区间发生坍塌，坑洞直径约10米，深约3米。事发时正在进行换刀作业，舱内作业人员共计5人。截至当日20时30分，事故造成1人死亡，3人受伤，1人仍被困，尚在救援中。事故还造成停在路边的两部小车陷入坑内，车内无人。事故发生后，市、区有关部门立即组成救援指挥部，组织开展应急救援和坍塌坑洞的回填工作，同时组织监测单位对周边建筑进行24小时不间断监测，并对毗邻塌陷点的福民新村第12栋共48户居民进行紧急疏散。现场监测数据显示，目前周边建筑物未见异常[參⁠ 17]。
- 2015年8月，7號線铺轨完成{\displaystyle {\frac {1}{3}}}，預計在2015年12月底前實現電通[參⁠ 14]。
- 2015年10月10日，7号线铺轨完成92.7%，站后装修工程全面展开，预计将在2016年4月完成[參⁠ 18]。
- 2024年1月，深圳地鐵7號線二期北西區間盾構左線完成64%，右線完成61%。
- 2024年2月6日，電建南方承建的深圳地鐵7號線二期（東延）工程項目北大站至西麗湖站區間右線順利貫通，至此深圳地鐵7號線二期（東延）工程盾構區間全線洞通，圓滿完成本標段全線通車任務過程中又一重要里程碑節點目標。
- 2024年5月24日，深圳地鐵7號線二期（東延）軌道工程全線長軌通。
- 2024年5月24日，深圳地鐵7號線二期（東延）工程完成無縫線路焊接任務。
- 2024年6月30日，深圳地鐵7號綫二期（東延）工程開始列車熱滑測試，標誌着工程已具備列車測試條件。
- 2024年8月14日，深圳地鐵7號線二期順利進入試運行階段。
- 2024年10月14日，深圳市规划和自然资源局公布7号线二期车站的正式站名。[2]
- 2024年12月28日，深圳地鐵7號線二期（東延）开通运营[3]

## 车辆
2014年，深圳地铁集团向中国北车长春轨道客车股份有限公司采购70列列车（合计420辆），以供未来7号线和9号线使用，其中7号线使用41列（編號為07A4106長，701-741），9号线使用29列；首列车已于2016年3月中抵达深云车辆段。此外，7号线的42號列車（07A0203長）为两列3节编组A型车（7421/7423及7424/7426編組，头车为一侧四个门而非五个），列车可通过重联连接为六节。

## 車站及接駁路線
截至2024年12月28日，除了文體公園站和福鄰站之外其餘27個車站均已在2016年10月28日開通，而7號線二期則於2024年12月28日開通。福鄰站因受多個居民全面反對影響而只會設置預留站令7號線全線列車班次只能不停站通過。文體公園站位於深雲車輛段西南側（佈置類似港鐵的將軍澳綫康城站與將軍澳車廠），雖然已經全面建成，但目前仅限地铁内部职工通勤前往深云车辆段而开放，尚未对公众开放，开通日期仍然有待确定。
| 站名                                | 英文名稱             | 里程（公里） | 里程（公里） | 所在地 | 啟用時間       | 換乘路綫                        | 月台形式           |
| 站名                                | 英文名稱             | 站间         | 累计         | 所在地 | 啟用時間       | 換乘路綫                        | 月台形式           |
| 7號綫                               | 7號綫                | 7號綫        | 7號綫        | 7號綫  | 7號綫          | 7號綫                           | 7號綫              |
| ----------------------------------- | -------------------- | ------------ | ------------ | ------ | -------------- | ------------------------------- | ------------------ |
| 深大丽湖                            | SZU Lihu Campus      | 0            | 0            | 南山区 | 2024年12月28日 | █27号线                         | 地下岛式站台       |
| 北大                                | Peking University    | 1.03         | 1.03         | 南山区 | 2024年12月28日 |                                 | 地下岛式站台       |
| 西麗湖                              | Xili Lake            | 1.33         | 2.36         | 南山区 | 2016年10月28日 |                                 | 地下岛式站台       |
| 西丽                                | Xili                 | 2.03         | 4.39         | 南山区 | 2016年10月28日 | █5号线 █27号线                  | 地下大型双岛式站台 |
| 茶光                                | Chaguang             | 0.73         | 5.12         | 南山区 | 2016年10月28日 |                                 | 地下岛式站台       |
| 珠光                                | Zhuguang             | 1.13         | 6.25         | 南山区 | 2016年10月28日 | █29号线                         | 地下岛式站台       |
| 龙井                                | Longjing             | 1.55         | 7.80         | 南山区 | 2016年10月28日 |                                 | 地下岛式站台       |
| 桃源村                              | Taoyuancun           | 0.88         | 8.68         | 南山区 | 2016年10月28日 |                                 | 地下岛式站台       |
| 深云                                | Shenyun              | 1.28         | 9.96         | 南山区 | 2016年10月28日 |                                 | 地下双岛式站台     |
| 安托山                              | Antuo Hill           | 1.83         | 11.79        | 福田区 | 2016年10月28日 | █2号线                          | 地下側式站台       |
| 农林                                | Nonglin              | 1.97         | 13.76        | 福田区 | 2016年10月28日 |                                 | 地下岛式站台       |
| 车公庙                              | Chegongmiao          | 1.58         | 15.34        | 福田区 | 2016年10月28日 | █1号线 █9号线 █11号线           | 地下雙岛式站台     |
| 上沙                                | Shangsha             | 1.50         | 16.84        | 福田区 | 2016年10月28日 | █22号线                         | 地下岛式站台       |
| 沙尾                                | Shawei               | 0.84         | 17.68        | 福田区 | 2016年10月28日 |                                 | 地下岛式站台       |
| 石厦                                | Shixia               | 1.37         | 19.05        | 福田区 | 2016年10月28日 | █3号线                          | 地下岛式站台       |
| 皇岗村                              | Huanggangcun         | 0.63         | 19.68        | 福田区 | 2016年10月28日 |                                 | 地下岛式站台       |
| 福民                                | Fumin                | 0.63         | 20.31        | 福田区 | 2016年10月28日 | █4号线 █10号线                  | 地下岛式站台       |
| 皇岗口岸                            | Huanggang Checkpoint | 0.85         | 21.16        | 福田区 | 2016年10月28日 | █20号线 (规划中)                | 地下岛式站台       |
| 福邻                                | Fulin                | 1.04         | 22.20        | 福田区 | 暫緩開通       |                                 | 地下侧式站台       |
| 赤尾                                | Chiwei               | 0.80         | 23.00        | 福田区 | 2016年10月28日 |                                 | 地下岛式站台       |
| 华强南                              | Huaqiang South       | 0.76         | 23.76        | 福田区 | 2016年10月28日 | █11号线（經華強路站換乘█1号线） | 地下岛式站台       |
| 华强北                              | Huaqiang North       | 0.70         | 24.46        | 福田区 | 2016年10月28日 | █2号线                          | 地下岛式站台       |
| 华新                                | Huaxin               | 0.62         | 25.08        | 福田区 | 2016年10月28日 | █3号线                          | 地下岛式站台       |
| 黄木岗                              | Huangmugang          | 0.80         | 25.88        | 福田区 | 2016年10月28日 | █14号线                         | 地下疊式島式站台   |
| 八卦岭                              | Bagualing            | 1.16         | 27.04        | 福田区 | 2016年10月28日 | █6号线                          | 地下岛式站台       |
| 红岭北                              | Hongling North       | 1.02         | 28.06        | 罗湖区 | 2016年10月28日 | █9号线                          | 地下岛式站台       |
| 笋岗                                | Sungang              | 0.71         | 28.77        | 罗湖区 | 2016年10月28日 | █17号线                         | 地下叠式侧式站台   |
| 洪湖                                | Honghu               | 1.26         | 30.03        | 罗湖区 | 2016年10月28日 | █25号线 (规划中)                | 地下叠式侧式站台   |
| 田贝                                | Tianbei              | 0.70         | 30.73        | 罗湖区 | 2016年10月28日 | █3号线                          | 地下岛式站台       |
| 太安                                | Tai'an               | 1.23         | 31.96        | 罗湖区 | 2016年10月28日 | █5号线                          | 地下岛式站台       |
| 7號線支線                           |                      |              |              |        |                |                                 |                    |
| 文體公園                            | Wenti Park           |              |              | 南山区 | 有待确定       |                                 | 地面單側式站台     |
| 注释                                |                      |              |              |        |                |                                 |                    |
| 1↑ 斜体标示的换乘或转乘，尚未启用。 |                      |              |              |        |                |                                 |                    |
| 论 编                               |                      |              |              |        |                |                                 |                    |

### 换乘站
已投入使用
- 西麗站：轉乘5號線。5號線建設時已作出預留，為L型節點轉乘或大廳轉乘，並設有5、7號線的聯絡線。
- 安托山站：轉乘2号线。2号线建設時已作出預留，為十字節點轉乘，並設有2、7號線的聯絡線。
- 车公庙站：轉乘1号线、9号线和11号线。1號線建設時未作出預留，但其餘三線同步建設，與1號線和11號線通過大廳通道轉乘，而與9號線為平行同台換乘，並設有7、9號線的聯絡線。
- 石厦站：轉乘3号线。3號線建設時有預留換乘節點；為T型節點轉乘或大廳轉乘。
- 福民站：换乘4号线与10号线。兩線建设期间均未作出预留，乘客换乘两线时需经站厅通道换乘。
- 华强南站：换乘11号线。11号线建设时未作预留，预计需通道换乘。
- 华强北站：轉乘2号线。2號線建設時僅作出大廳通道換乘的考慮，為大廳通道轉乘。
- 华新站：轉乘3号线。3號線建設時有預留換乘節點，為十字節點轉乘。
- 黄木岗站：换乘14号线。雖然7號線建設時未作出預留，但14號線建設時擴建現有7號線的叠式侧式站台，形成同台換乘。
- 八卦岭站：轉乘6号线。
- 红岭北站：轉乘9号线。建設时已同步实施，为十字型节点式轉乘。
- 田贝站：轉乘3号线。 建設時有預留換乘條件，為T字型站台節點換乘，3號線在上，7號線在下。
- 太安站：轉乘5號線。5號線建設時已作出預留，為月台節點轉乘。

将会成为换乘站的车站
- 珠光站：换乘29号线。建設時未作出預留。
- 上沙站：换乘22号线。建設時未作出預留。
- 皇崗口岸站：换乘20号线和港鐵北環綫支線。20號綫三期和北環線支線為遠期線路，皇崗口岸重建時仅预留空间供港铁北環綫支线接入[4]。
- 笋岗站：换乘17号线。建設時未作出預留。
- 洪湖站：换乘25号线。25號綫二期為遠期線路，未作預留。

设有预留的换乘站
- 深大丽湖站：换乘27号线。建設時未作出預留。
- 西麗站：原計劃轉乘13号线，車站在建設時已預留岛式站台的部分结构，但由于受到西丽火车站枢纽改裝等的原因，與13號線的換乘站變更為留仙洞站，故13号线未能使用该预留结构。但现时规划27號線经过本站换乘，预计或将利用该预留结构。
- 黄木岗站：换乘24号线。24號線為遠期線路，14號線建設時在地下四层預留24號線站台。

## 报站语音
7号线的报站采用了深圳地铁的标准报站方式，使用普通话、粤语、英语报站，疫情期间亦有普通话的扫码登记提示。
报站语音：“下一站，XXX，列车运行方向X侧的车门将会打开，请小心列车与站台之间的空隙。” “The next station is,XXX,doors toward the next station open on the X,please mind the gap between the train and platform.”

## 班次
7號綫開通初期，班次為10分鐘一班。2016年11月28日起，在早、晚高峰时段将分别加开5趟和7趟列车，令該段時段班次加密為5分鐘一班。

## 車站設施
本站各站廳都設有洗手間，位於其中一個出入口旁。
少數車站（如車公廟站）更在車站月台設有洗手間。

## 未來發展
由於7號線的規劃已吿一段落，深大麗湖站已沒有延伸的條件，太安站至今仍未有繼續延長的具體規劃。而轉車站則隨新路綫開通而繼續增加。
另外，7號線主線位於皇崗口岸至赤尾站之間的福鄰站因车站周边居民大部分反對建設而导致無法建设，故该站未能与7号线同步啟用；同時7號線支線文體公園站雖然已經全面建成，但目前仅限地铁内部职工通勤前往深云车辆段而开放，尚未对公众开放，上述兩站启用时间仍然有待确定。